# Psectrocladius silesiacus
Psectrocladius silesiacus är en tvåvingeart som beskrevs av Jean-Jacques Kieffer 1921. Psectrocladius silesiacus ingår i släktet Psectrocladius och familjen fjädermyggor.
Artens utbredningsområde är Polen. Inga underarter finns listade i Catalogue of Life.